# Pensando a te (album)
Pensando a te este al 3-lea album al cântărețului italian Al Bano publicat în anul 1969.
Cu aceasta melodie Al Bano se clasifica pe locul 1 la festivalul "Un disco per l'estate". Tot în 1969 este lansat și filmul cu același titlu. Protagoniștii sunt Al Bano și Romina Power. Albumul conține și Acqua di mare - primul hit al Rominei compus special de Al Bano pentru ea.

## Track list
1. Pensando a te  (Albano Carrisi, Vito Pallavicini)
2. Solitudine  (Albano Carrisi, Calimero)
3. Anema e core  (Salvatore D'Esposito, Tito Manlio)
4. Cuore tenero  (Albano Carrisi, Detto Mariano, Vito Pallavicini)
5. Nel silenzio  (Albano Carrisi, Vito Pallavicini)
6. Il sogno di un bimbo  (Albano Carrisi, N. Pirito)
7. Acqua di mare (Al Bano Version)  (Albano Carrisi, Vito Pallavicini)
8. O sole mio  (Eduardo Di Capua, Giovanni Capurro)
9. Mille cherubini in coro  (Alois Melichar)
10. Buona fortuna  (Albano Carrisi, Vito Pallavicini)
11. Quando il sole chiude gli occhi  (Pino Donaggio, Vito Pallavicini)
12. Lettera per te  (Albano Carrisi, Vito Pallavicini)